# Don Choa
Don Choa, pseudonimo di François Dilhan (Tolosa, 1º agosto 1974), è un rapper francese.

## Biografia
È stato membro del gruppo Fonky Family dal 1994 al 2006.

## Discografia

### Da solista

#### Album in studio
- 2002 – Vapeurs toxiques
- 2007 – Jungle de béton

#### EP
- 2017 – Vieille Gloire

### Con la Fonky Family
- 1997 – Si Dieu veut
- 1999 – Hors série volume 1 (EP)
- 2000 – Hors série volume 2 (EP)
- 2001 – Art de rue
- 2006 – Marginale musique